# Madranges
Madranges  (Madranjas auf Okzitanisch) ist eine französische Gemeinde mit 168 Einwohnern (Stand 1. Januar 2022) im Département Corrèze in der Region Nouvelle-Aquitaine. Die Einwohner nennen sich Madrangeois(es).

## Geografie
Die Gemeinde liegt im Zentralmassiv am südwestlichen Rand des Plateau de Millevaches und somit auch im Regionalen Naturpark Millevaches en Limousin. Des Weiteren ist das Gemeindegebiet auch ein Teil des Massif des Monédières und wird vom Flüsschen Madrange durchquert.
Tulle, die Präfektur des Départements, liegt ungefähr 25 Kilometer südlich, Égletons etwa 25 Kilometer südöstlich und Uzerche rund 20 Kilometer südwestlich.
Nachbargemeinden von Madranges sind Affieux im Norden, Veix im Nordosten, Saint-Augustin im Südosten, Beaumont im Süden sowie Le Lonzac im Westen.

## Einwohnerentwicklung
| Jahr      | 1962 | 1968 | 1975 | 1982 | 1990 | 1999 | 2007 | 2016 |
| Einwohner | 193  | 225  | 159  | 172  | 174  | 177  | 187  | 193  |